# Hotel Ritz (Madrid)
El Hotel Ritz  es un hotel de lujo de la ciudad española de Madrid, ubicado en el n.º 5 de la plaza de la Lealtad, en el distrito de Retiro. Inaugurado en 1910, está gestionado en la actualidad por la cadena Mandarin Oriental Hotel Group y tiene cinco estrellas.

## Historia
El edificio fue inaugurado por el rey Alfonso XIII el domingo 2 de octubre de 1910 en compañía de los ministros y representantes de la alcaldía de Madrid (siendo alcalde José Francos Rodríguez). El hotel surge de una necesidad hostelera creciente de la ciudad de comienzos del siglo XX. Los periódicos de la época resaltan el sitio en el que se ha construido como el más sano y tranquilo de Madrid. El emplazamiento elegido era antes un descampado, ocupado por algunos barracones (pertenecientes al Circo Hipódromo) así como por los jardines del antiguo Teatro Tívoli. Todos estos terrenos pertenecieron anteriormente a los jardines del Buen Retiro de Madrid.

### Orígenes
Se inició el estudio de la construcción del hotel  a instancias del rey Alfonso XIII quien, a la vuelta de una gira por Europa, se percató de que la Corte española carecía de un hotel con la dignidad suficiente para recibir a la realeza europea y demás visitantes ilustres. Su idea era que Madrid contase con un hotel a la altura de los hoteles Ritz de Londres y de París. Su propia boda con Victoria Eugenia de Battenberg fue la excusa para dotar a Madrid con un hotel de lujo, el primero de la capital española. El mismo rey aportó parte del capital, junto a otros personajes de la sociedad madrileña, y encargó a la Ritz Development Company su construcción, siendo diseñado y construido bajo la supervisión personal del famoso hotelero César Ritz, de quien adoptó el nombre. La idea inicial era que el mismo César Ritz se hiciera cargo del hotel de Madrid, pero desde 1902 sufría de depresión y finalmente contribuyó a su muerte en 1918. En el Madrid de comienzos del siglo XX existían ya algunos hoteles, uno de ellos el recién estrenado Grand Hôtel de París ubicado en plena Puerta del Sol, a pesar de todo no era considerado un hotel de lujo. Aunque hubiera un deseo expreso de Alfonso XIII apoyando su construcción, alguno de los políticos de la época mostraron una fuerte oposición al proyecto, uno de ellos fue el concejal del Ayuntamiento de Madrid Francisco Largo Caballero (posteriormente será diputado en Cortes y presidente del Gobierno de la República) alegando que la altura del edificio proyectado no era la permitida por las leyes de urbanismo estipuladas para esta zona. Finalmente el proyecto logró salir adelante.

### Diseño y construcción

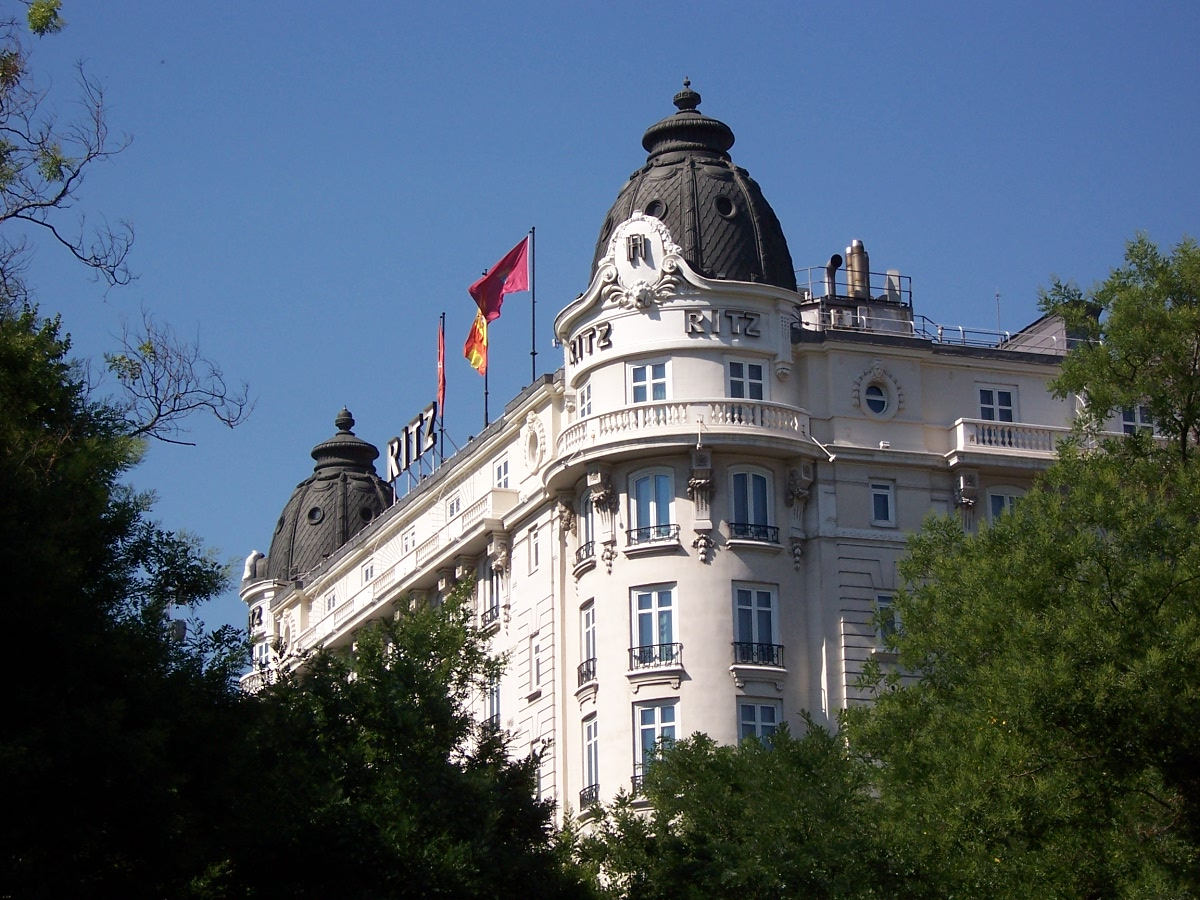
Cúpula empizarrada frontal del Hotel.

El suntuoso edificio fue proyectado en 1908 por el arquitecto francés Charles Frédéric Mewes y construido en el periodo (1908-1910) bajo la dirección de los arquitectos Luis de Landecho y Lorenzo Gallego. Se trata de uno de los primeros edificios madrileños que emplea en su construcción el hormigón armado. Las obras de construcción se concluyeron el 14 de mayo de 1910. Las empresas españolas y extranjeras más afamadas de la época contribuyeron en la decoración de sus salas. Las alfombras se tejieron en la Real Fábrica de Tapices, la mantelería fue encargada a firmas irlandesas, el mobiliario fue encargado a Lissarraga y Sobrinos, los espejos a Pereantón. La vajilla de Limoges y la cubertería de plata inglesa de la casa The Goldsmiths. Se inauguró con una gran fiesta el día 2 de octubre de 1910, y rápidamente se convirtió en uno de los referentes de la vida social y cultural de la capital. El primer consejo de administración era presidido por Luis de Cuadra y Raúl, II marqués de Guadalmina. El primer gerente del hotel fue Antonio Mella, que poseía la experiencia de la gerencia anterior de los hoteles Ritz de París y Londres. Su mujer le ayudó en la gestión del hotel haciéndose cargo de los servicios de cuartos y de  ropa. Pronto acapararía la atención de la sociedad madrileña de la época, hasta que años después se construya en frente el Hotel Palace.

### Comienzos  y la saga Marquet

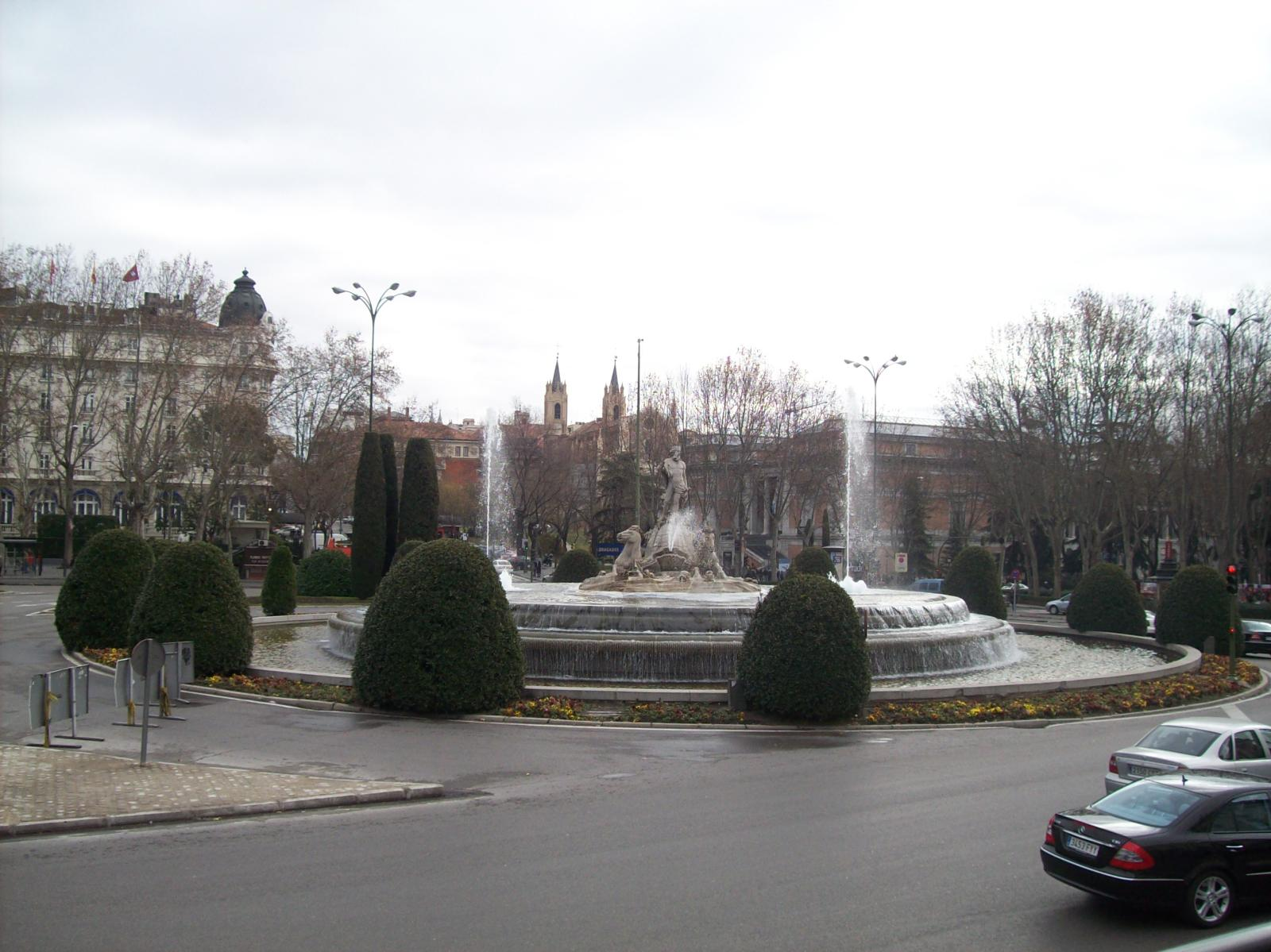
Fuente de Neptuno en la plaza de Cánovas del Castillo.

El primer maître del hotel fue Olivier un cocinero natural de Pau, muchos de los primeros platos servidos en los orígenes eran claramente de cocina francesa y algunas preparaciones inspiradas en el famoso cocinero y gastrónomo George Auguste Escoffier. La oferta gastronómica de la ciudad, anteriormente a la aparición del Ritz, pasaba por las cocinas del Grand Hôtel de París de la Puerta del Sol, de La Maîson Imperiale (que posteriormente se convirtió en el Hotel Imperial), el Touriné, el Genieys y el ya conocido en la sociedad madrileña de la época: Lhardy (ubicado en la carrera de San Jerónimo). Todos los cocineros en estas eran cocinas eran influenciados claramente por la cocina francesa, muy de moda en la época. El primer cocinero del Ritz fue el español Félix Ruiz del Castillo, este ya poseía experiencia en grandes hoteles de París e Inglaterra. Otro de los primeros cocineros alcanzó la fama en la historia de la cocina española y es el cocinero aragonés Teodoro Bardají, el hotel financió la publicación de su primera obra La cocina de ellas". Las habitaciones de estos primeros días alcanzaban el coste de veinte pesetas al día.

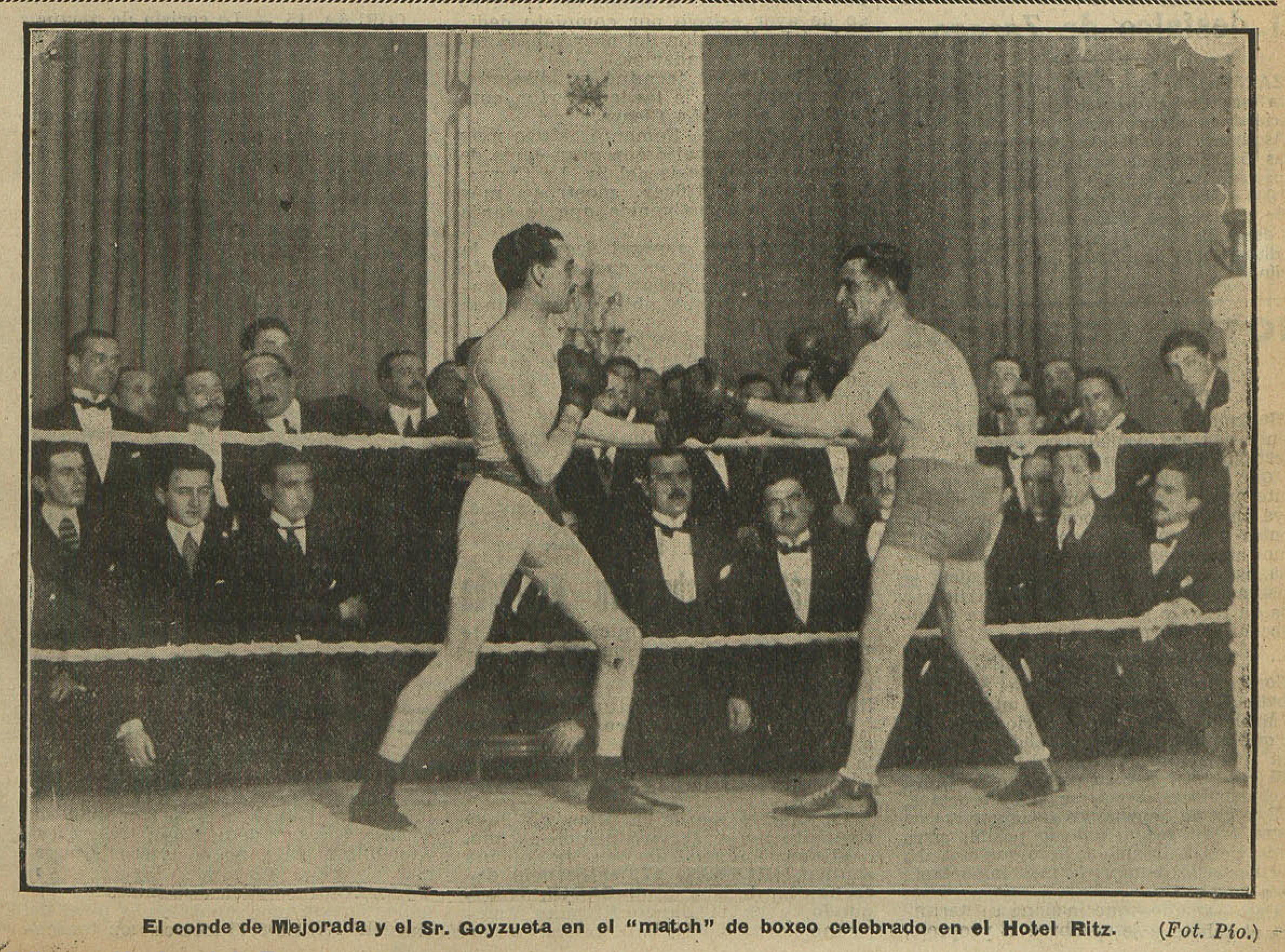
Combate de boxeo en el hotel Ritz (1917)

La aparición del Ritz transformó algunas de las costumbres populares que eran uso habitual en la sociedad madrileña desde siglos atrás. A finales del siglo XIX era habitual entre la aristocracia española servir como merienda chocolate caliente servido en jícaras (pocillos) y en mancerinas elegantes (véase: Historia del chocolate en España). Los nuevos usos venían de la mano de este nuevo tipo de instituciones hosteleras, que traían nuevas modas. La costumbre de tomar té se comenzó a instaurar en Madrid con la novedad introducida por los salones de té del Ritz. Se hicieron famosas las comidas de los lunes en el Ritz, publicadas en las "notas de prensa" de los periódicos madrileños de la época. Tras los lunes elegantes se anunciaban los martes de monsieur Chaquet. Se hicieron famosas igualmente las tardes del Ritz en las que se bailaba en sus salas un baile de moda: el fox-trot. La Primera Guerra Mundial y el papel neutral de España atrajo a numerosos personajes de la aristocracia que necesitaban de los servicios de un hotel como el Ritz. La afluencia de estos personajes aumentó el glamour inicial del hotel, muchos de ellos empleaban sus salas como base de operaciones. Entre los visitantes ilustres se encuentra la llegada en octubre de 1916 de la espía internacional (en calidad de doble agente) de origen holandés Margaretha Geertruida Zelle, conocida también con el sobrenombre de Mata Hari. Se instaló en el Ritz, en su segundo viaje a Madrid, con el nombre de Condesa Masslov y opera en el hotel hasta enero de 1917, poco antes de su muerte. Otra espía menos popular se alojaba en el Ritz, Marthe Richard, que operaba al servicio del gobierno francés.
En 1926, apenas quince años tras la inauguración del hotel, la gestión del hotel pasó al belga Georges Marquet que adquirió el hotel. Esta adquisición tuvo su continuidad en una saga familiar Marquet que alcanzó hasta el nieto que finalmente en el año 1978 vende el hotel de nuevo. A Georges Marquet se le debe la construcción también del Palace y del Palacio del Hielo. Fue en 1926 cuando Salvador Dalí, que en aquella época vive en la Residencia de Estudiantes, entra en el Ritz con la intención de cortarse el pelo y tomarse un cóctel. Era costumbre que posteriormente, cuando venía el pintor a Madrid y se alojara en el hotel, una de las cuatro esquinas del restaurante fuese reservada a la pareja. Figura entre los primeros consejos de dirección del hotel un nombre que posteriormente se introduciría en la política española de la época. El 8 de enero de 1932 figura en el consejo José Antonio Primo de Rivera. Poco tiempo después José Antonio tuvo que abandonar su puesto de consejero para atender las obligaciones políticas. Es en esta época en la que se forman los nuevos barmans de Madrid, un ejemplo es Perico Chicote que abrirá su Museo Chicote. Otro de los barman salidos del restaurante es Clodoaldo Cortés que se hizo posteriormente con el restaurante de lujo madrileño Jockey.

### La Guerra Civil y la postguerra

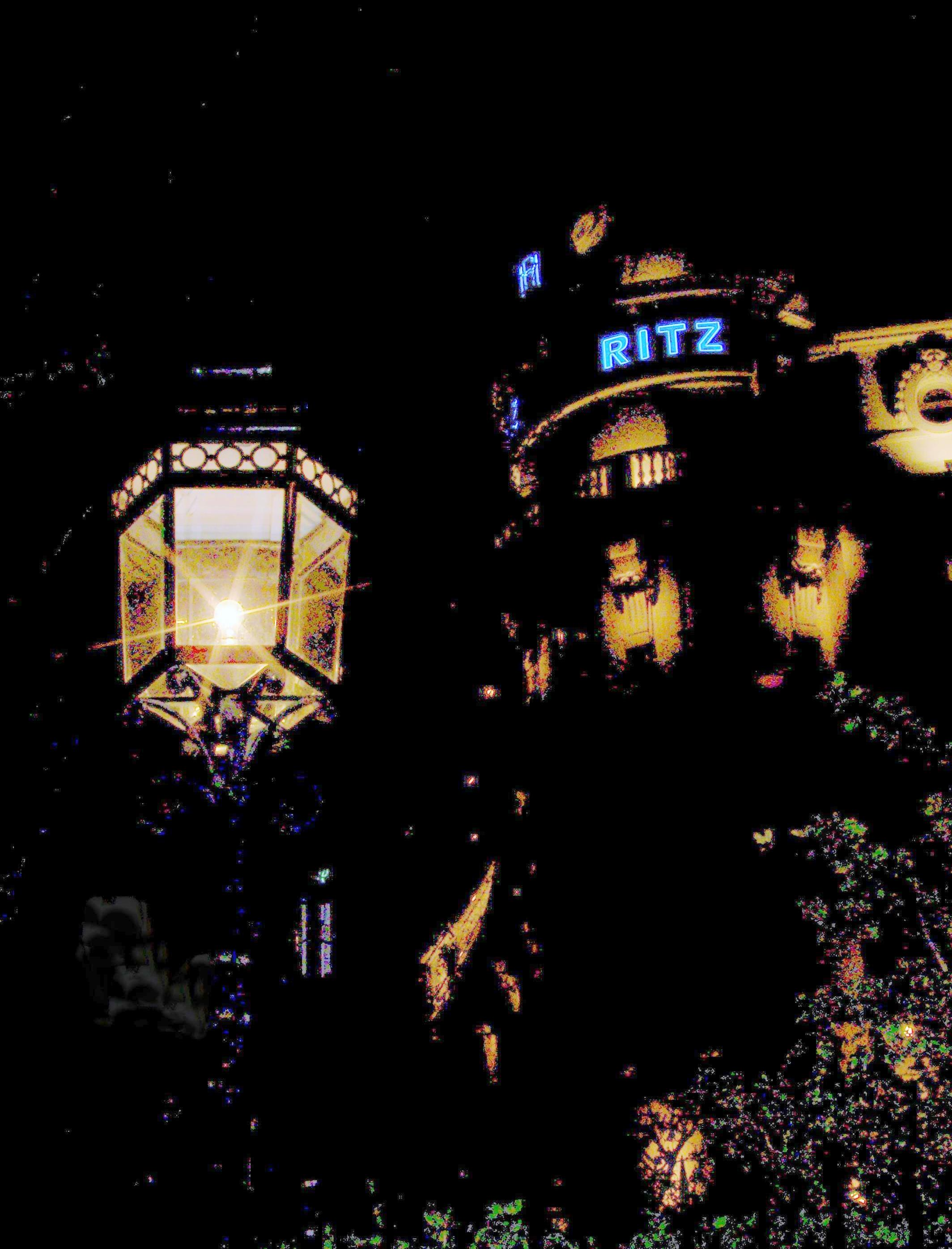
La cúpula, de noche.

Ya a comienzos del año 1936, la ciudad de Madrid era eco de las protestas y revueltas que desembocarían en la guerra civil española. Madrid fue leal al gobierno de la Segunda República y desde finales de 1936 Madrid se convirtió en un frente de batalla. En el transcurso de la defensa de Madrid el hotel fue empleado como Hospital de Sangre y algunos de sus empleados colaboraron en sus funciones hospitalarias. En la habitación 27 del primer piso murió el 20 de noviembre de 1936 el anarquista Buenaventura Durruti, herido de bala durante la batalla de la ciudad Universitaria. Esta muerte hizo que la fachada del edificio se llenase de banderas de la CNT. 
El hijo de Georges Marquet (Georges Marquet Delina) continuó a cargo del mismo hasta el final de la Guerra Civil y algunos años posteriores. Su periodo de gobernación estuvo marcado por una estricta observación de la etiqueta. Una afección cardíaca hizo finalmente que se encargara del hotel su esposa: Madame Marquet. En los primeros instantes tras la guerra civil, los moradores de palacios y casas lujosas de la capital y que fueron devastados por la contienda, regresaron y se alojaron temporalmente en el hotel. En el periodo de posguerra española, que coincidió con los inicios de la Segunda Guerra Mundial, el nuevo gobierno de España apoyaba a Alemania. Se puso a cargo del hotel el gerente Conrado Kessler hasta 1945. Durante su mandato se abordó la reparación del Salón Real. Los visitantes eran otros, entre ellos: el mariscal Pétain, Galeazzo Ciano (yerno de Mussolini), Heinrich Himmler. La visita acordó la cooperación española en la Segunda Guerra Mundial, mediante el envío de la División Azul. Un asiduo visitante de la época de posguerra era también José Millán-Astray. Ya en los cincuenta el hotel recibe la visita de Alexander Fleming. El 11 de junio de 1948 reside en el hotel e inicia una visita plagada de acontecimientos.

### Declive de los años setenta
Tras madame Marquet, el nieto de Georges Marquet se hizo con la gestión hostelera familiar. Estaba poco motivado por el negocio familiar de hostelería, e inició un periodo de decadencia a mediados de los años setenta. Algunas de las actividades y servicios tradicionales del hotel cesaron, por ejemplo la tradicional cena de Nochevieja, el jardín ya no se empleaba como comedor y la reposición de vinos en la bodega cesó. El nieto de Georges Marquet era aficionado a la filatelia y decidió adquirir una importante colección de sellos. El dinero fue tomado directamente de la sociedad, algo que irritó a algunos accionistas. A finales de los setenta, ya 1978 el alcalde de Barcelona Enrique Masó adquiere los dos hoteles: Palace y Ritz. Massó creó posteriormente con algunos amigos la sociedad Nacional Hostelera con sede en Madrid. El montante de la operación alcanza los cuatrocientos millones y se formaliza en Bruselas, uno de los prestamistas iniciales para la ejecución de la compra fue la Banca Rothschild. Esta operación fue vista con recelo por parte de algunos de los periódicos de la época, como lo fue El Caso. El hotel fue acomodo de los visitantes al sepelio de Francisco Franco a finales de 1975. 
A comienzos de la década de los ochenta se sabía que el empresario, accionista mayoritario del Ritz, tenía intenciones de vender los dos hoteles. El Ritz se componía de dos sociedades: Ritz S.A. y el Restaurante Ritz. El hotel era una sociedad que proporcionaba beneficios, mientras que el restaurante arrojaba unas pérdidas cuantiosas. Algunos de los pretendientes iniciales a la compra fue el holding Rumasa, siendo finalmente adjudicada a la multinacional inglesa Trusthouse Forte (THF). El grupo Forte nació en la década de los cincuenta en Regent street y era en los ochenta una de las multinacionales hosteleras más importantes con casi 800 hoteles repartidos en setenta países. Una de las primeras acciones de THF fue la de unificar la sociedad del hotel con el restaurante, contó con la resistencia de algunos de los empleados. En 1982 pone a cargo del hotel al gibraltareño John M. Macedo y con él se inicia una inversión en el hotel con el objetivo de retomar la posición destacada que había perdido. A pesar de este lustro de intentos de dar al hotel una visión más cosmopolita, tras varias luchas legales y financieras, en 1996 el grupo televisivo inglés Granada se hace con el poder de Forte y pone a la venta los dos hoteles de nuevo.

### ElsigloXXI
En 1991 acogió reuniones paralelas a la Conferencia de Paz de Oriente Medio en Madrid. Las cocinas del Ritz comienzan a ofrecer platos de la cocina española de la mano del chef Javier Aldea, mostrando algunas de las especialidades de sus regiones. El hotel invita periódicamente a chefs españoles regionales a Madrid para presentar y promover sus platos. En 1999 el Ritz fue considerado por la revista Travel & Leisure como uno de los diez mejores hoteles del mundo. El grupo francés Le Meridien realiza su completa rehabilitación en 2001, y el grupo estadounidense Orient-Express (que cambió en 2014 su nombre a Belmbond Ltd.) se hace cargo del emblemático establecimiento en 2003.
El 2 de octubre de 2010 cumplió cien años.
En mayo de 2015, el edificio es adquirido por Olayan (grupo empresarial propiedad de la familia real saudí) y por la cadena Mandarin Oriental, quien se hará cargo de la gestión hotelera, incluyendo así al Ritz de Madrid en su exclusivo grupo de establecimientos de gran lujo. El montante de la operación fue de 130 millones de euros, y a principios de 2018 se ha acometido una profunda reforma, a cargo del arquitecto Rafael de La-Hoz, cuya duración está prevista hasta finales de 2019, y que dotará al hotel de un spa y nuevos espacios de restauración, así como una apreciable mejora de los servicios y calidad de las habitaciones y suites, y que se eleva a casi 100 millones de euros. En ella se recuperarán elementos emblemáticos como la cubierta de cristal que ocupaba el centro del edificio cuando fue inaugurado, y también se incorporarán piezas artísticas de la colección del Ritz, entre las que se incluyen candelabros de cristal, pinturas antiguas, frescos y esculturas. El 18 de septiembre de 2018, se desplomó parte del forjado en obras de la sexta planta, lo que hizo caer un andamio que arrastró en cadena cuatro forjados más hasta la primera planta. Hubo once heridos y un trabajador muerto de Costa de Marfil. Durante el segundo trimestre de 2020, el Grupo invirtió 19 millones de dólares en la restauración del Ritz, el cual tiene prevista su apertura en el verano de 2020 con el nuevo nombre Mandarin Oriental Ritz.

## Características

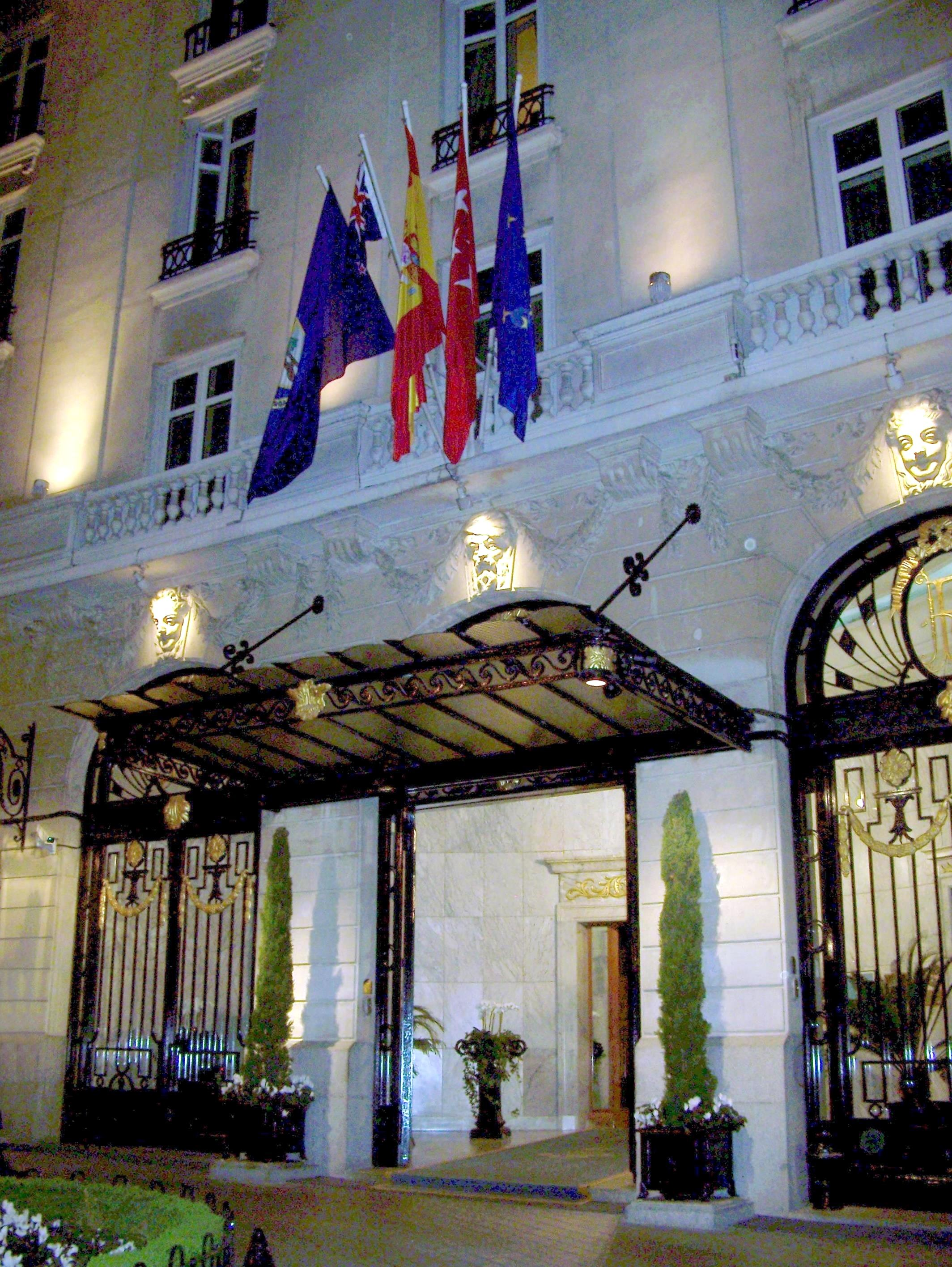
Entrada principal en la Plaza de la Lealtad, de noche.

El hotel se encuentra en un espacio cercano al Museo del Prado (y el Museo Thyssen-Bornemisza), al Retiro y al Jardín Botánico. La entrada principal se encuentra mirando a la plaza de la Lealtad. El hotel posee dos restaurantes, uno de carácter informal que se encuentra en el jardín y el otro, de categoría superior, denominado Goya y se extiende al piso superior de la terraza. 

### Arquitectura
Se trata de un edificio de seis plantas con fachadas sencillas de estilo afrancesado. Las fachadas han sido declaradas monumento nacional. Con sus 137 habitaciones y 30 suites, sus amplios salones y su jardín, ya desde sus orígenes era considerado un hotel de lujo, frecuentado por la realeza europea en sus visitas a España. El hotel posee un íntimo jardín en su chaflán. La terraza y jardín del establecimiento se encuentra cercada con una valla de hierro y se accede desde varias posiciones, una de ellas es desde el Restaurante Goya.

### Decoración
Los cuartos están decorados de forma individual, con los cuartos de baño acabados en mármol. Las alfombras y tapices de gran parte de las salas fueron elaboradas en la Real Fábrica de Tapices. Las salas decoradas con columnas rememoran en algunas ocasiones la Belle Époque.

## Curiosidades
Durante su historia se han sucedido en él innumerables anécdotas y visitas de personajes históricos, desde Ernest Hemingway a Gracia de Mónaco y Rainiero (que celebraron su luna de miel en una suite del Ritz), o estrellas del cine y la música como Ava Gardner, Michelle Pfeiffer, Madonna y Duran Duran, entre otros muchos.
- Existe la leyenda de un código interno entre los empleados del hotel a la hora de seleccionar a sus potenciales clientes y sugerirles su estancia en el Palace. A este código se le denomina con las siglas: NTR (No Tipo Ritz).[3] Esta férrea observancia del protocolo se hizo durante la época de Georges Marquet Delina (hijo del fundador) y tras él, lo estricto de su selección se hizo leyenda.
- La regla no escrita de no admitir a artistas (y toreros) como clientes del hotel hizo que en los cincuenta el actor James Stewart fuera rechazado, pero este enseñó su placa de coronel y dijo que venía en calidad de militar del Ejército estadounidense, por lo que tuvo que ser admitido. Sobre el veto a los actores hay ejemplos mencionados por Fernando Fernán Gómez (El viaje a ninguna parte) y Sara Montiel (Memorias). Esta leyenda puede corroborarse por otros ejemplos de admisión a actores.
- Las normas de etiqueta en el vestir se hicieron sentir en los clientes, los hombres no podían entrar sin vestir corbata. Hasta 1975, no se permitió a las señoras en pantalones.